# Volker Hartenstein
Volker Hartenstein (* 17. Mai 1943 in Winterhausen) ist ein deutscher Politiker (parteilos, ehemals Bündnis 90/Die Grünen).

## Werdegang
Hartenstein besuchte die Volks- und Oberrealschule und studierte für das Höhere Lehramt in Chemie und Sport in Würzburg. Er verbrachte seine Referendarzeit in Nürnberg, Aschaffenburg und Schweinfurt mit dem Erweiterungsfach Physik. Ab September 1971 war er an der Christian-von-Bomhard-Schule in Uffenheim tätig, zuletzt als Studiendirektor, Fachleiter für Chemie und Beratungslehrer. Er ist Gründungsmitglied der Deutschen Umweltstiftung.
1980 wurde Hartenstein Mitglied der Grünen. Er wurde 1988 Fraktionssprecher der Grünen auf Kreisebene. Von 1984 bis 2002 war er Mitglied des Stadtrats in Ochsenfurt und des Kreistags in Würzburg, ab 1990 war er in beiden Gremien Fraktionssprecher. Von 1994 bis 2003 saß er im bayerischen Landtag. 1999 verließ er jedoch die Grünen, sodass er im Landtag als fraktionsloser Abgeordneter saß.